# Baskets
Baskets es una comedia de televisión estadounidense creada por Louis C.K., Zach Galifianakis y Jonathan Krisel y emitida por la cadena FX. Es protagonizada por Galifianakis como Chip, un hombre cuya aspiración es ser un payaso profesional, y como Dale, su hermano gemelo. Fue estrenada el 21 de enero de 2016. En Hispanoamérica, se estrenó el 28 de enero de 2016, en Fox Comedy.

## Argumento
El sueño de Chip Baskets es convertirse en payaso profesional. Luego de fracasar en conseguir un título en una prestigiosa escuela de payasos en París, vuelve a su pueblo natal y consigue un trabajo mediocre como payaso de rodeo en Bakersfield, California.

## Elenco

### Elenco principal
- Zach Galifianakis como los gemelos Chip y Dale Baskets.
- Martha Kelly como Martha Brooks, una agente de seguros que se convierte en la única amiga de Chip aun cuando él la trata de mala manera.[2]
- Louie Anderson[2] como Christine Baskets, madre de Dale y Chip.

### Elenco recurrente
- Sabina Sciubba como Penelope, la esposa francesa de Chip, que no lo ama y sólo se casó con él para vivir en Estados Unidos.[2]
- Ernest Adams como Eddie, el dueño y director del Rodeo Buckaroo, que contrata a Chip como payaso con baja paga y alto riesgo de accidentes.[2]
- Ellen D. Williams como Nicole Baskets, la esposa de Dale.
- Malia Pyles como Sarah Baskets, la hija mayor de Dale.
- Julia Rose Gruenberg como Crystal Baskets, la hija menor de Dale.

## Producción
En diciembre de 2013 la compañía productora de Louis C.K., Pig Newton, firmó un contrato con FX según el cual crearía nuevos programas para sus diferentes canales. FX ordenó un episodio piloto para Baskets, coescrito por C.K. y Galifianakis y protagonizado por este último. La primera temporada de 10 episodios comenzó a producirse en 2015.
El 23 de febrero de 2016, FX anunció que la serie sería renovada para una segunda temporada, a emitirse en 2017.

## Episodios
| Temporada | Temporada | Episodios | Episodios | Emisión original    | Emisión original     |
| Temporada | Temporada | Episodios | Episodios | Primera emisión     | Última emisión       |
| --------- | --------- | --------- | --------- | ------------------- | -------------------- |
|           | 1         | 10        | 10        | 21 de enero de 2016 | 24 de marzo de 2016  |
|           | 2         | 10        | 10        | 19 de enero de 2017 | 23 de marzo de 2017  |
|           | 3         | 10        | 10        | 23 de enero de 2018 | 27 de marzo de 2018  |
|           | 4         | 10        | 10        | 13 de junio de 2019 | 22 de agosto de 2019 |

## Recepción
Baskets recibió críticas generalmente positivas. En Rotten Tomatoes, la primera temporada tiene una puntuación de 70%, basado en 80 críticas. En Metacritic, la misma temporada tiene una puntuación de 68 sobre 100, basado en 32 revisiones.

## Premios y nominaciones
| Año  | Premio                           | Categoría                        | Nominado(s)       | Resultado | Ref.   |
| ---- | -------------------------------- | -------------------------------- | ----------------- | --------- | ------ |
| 2016 | Primetime Emmy                   | Mejor actor de reparto           | Louie Anderson    | Ganador   | [ 9 ]  |
| 2016 | Premios de la Crítica Televisiva | Mejor actor de reparto - Comedia | Louie Anderson    | Ganador   | [ 10 ] |
| 2017 | Primetime Emmy                   | Mejor actor de comedia           | Zach Galifianakis | Nominado  | [ 11 ] |
| 2017 | Primetime Emmy                   | Mejor actor de reparto           | Louie Anderson    | Nominado  | [ 12 ] |